# 符縣
符縣是西漢益州犍為郡所屬的一個縣。
原为广汉郡辖县。县境内，溫水南至鄨入黚水，黚水亦南至鄨入江。莽曰符信縣。现代研究者认为，其轄地在今四川省瀘州市合江縣一帶:21。